# Ketill Jórunsson
Ketill fíflski Jórunsson ou Jórunnarson (apelidado o Louco, n. 868) foi um explorador víquingue do Raumsdal na Noruega e depois de uma estadia em Hébridas foi um dos primeiros colunizadores a estabelecer um assentamento em Kirkjubær á Síðu, Síða, Islândia. Era filho de Jórunn manvitsbrekka Ketilsdóttir (n. 835), uma das filhas de Ketil Nariz Chata e também irmã de Aud la Sabia. Ketill teve dois filhos, Ásbjörn Ketilsson (n. 893, que foi pai de Þorsteinn Ásbjörnsson) e Hildur Ásbjörnsdóttir (n. 921). De acordo com a saga, adquire o nome da sua mãe. Embora pouco habitual, não era incomum acontecer nas sociedades germânicas onde a figura matriarcal dominava por vezes o clã familiar, na maior parte das vezes porque o pai havia falecido antes do nacimento da criança.
A sua alcunha «o louco» faz referência à sua confissão cristã.